# 8078 Carolejordan
8078 Carolejordan (1986 RS2) là một tiểu hành tinh vành đai chính được phát hiện ngày 6 tháng 9 năm 1986 bởi E. Bowell ở trạm Anderson Mesa thuộc Đài thiên văn Lowell.